# Остров (округ П'єштяни)
Остров (словац. Ostrov) — село, громада округу П'єштяни, Трнавський край. Кадастрова площа громади — 9.36 км².
Населення 1216 осіб (станом на 31 грудня 2020 року).

## Історія
Остров згадується 1113 року.

## Населення
| Рік:            | 1994. | 2004.   | 2014.   | 2024.   |
| --------------- | ----- | ------- | ------- | ------- |
| Кількість осіб: | 1165  | 1154    | 1236    | 1210    |
| Різниця:        |       | -0,94 % | +7,10 % | -2,10 % |

| Рік:            | 2023. | 2024.   |
| --------------- | ----- | ------- |
| Кількість осіб: | 1221  | 1210    |
| Різниця:        |       | -0,90 % |